# Bailingmiao-Aufstand
Der Bailingmiao-Aufstand (chinesisch 百灵庙起义, Pinyin Bǎilíngmiào qǐyì, englisch Bailingmiao Uprising oder 百灵庙暴动,  Bǎilíngmiào bàodòng) war ein bewaffneter Aufstand Ende Februar 1936 in Nordchina gegen die japanischen Besatzungstruppen auf dem Gebiet des später dort gegründeten japanischen Satellitenstaats Mengjiang.
Im Vorfeld des Zweiten Japanisch-Chinesischen Krieges (1937–1945) zur Zeit des japanischen Vorstoßes in der Inneren Mongolei schickten die Kommunistische Partei Chinas am 21. Februar 1936 den aus dem Linken Tumed-Banner stammenden Mongolen Ulanhu nach Bailingmiao (Bat-Khaalag), um dort einen bewaffneten Aufstand gegen die sich abzeichnende Marionettenregierung des später von den Japanern eingesetzten Prinzen De (Demchugdongrub) zu unternehmen.

## Denkmalsstätte
Die Stätte des Bailingmiao-Aufstands (Bailingmiao qiyi jiuzhi) im Vereinigten Darhan-Muminggan-Banner steht seit 2006 auf der Liste der Denkmäler der Volksrepublik China (6-912).

## Suiyuan
Im November desselben Jahres kämpfte die Kuomintang dort auch im sogenannten „Suiyuan-Feldzug“ gegen die Truppen der Marionettenregierung. Der berühmte Sieg von Bailingmiao (Bail Miao) erfolgte hier.